# Charles Zentai
Charles Zentai (geboren als Karoly Zentai) (Hongarije, 8 oktober 1921 - 13 december 2017) was een Hongaars verdachte van nazi-oorlogsmisdaden tijdens de Tweede Wereldoorlog.
Zentai, die de beschuldigingen van oorlogsmisdrijven tegen hem ontkent, diende het Hongaarse leger op het moment dat hij Péter Balázs, een destijds 18-jaar oude Joodse man zou hebben vermoord in november 1944. De reden zou zijn geweest, dat hij geen Jodenster zou hebben gedragen wat toen verplicht was en wat bij schending van die verplichting de doodstraf opleverde in Hongarije tijdens de Tweede Wereldoorlog.
Na de oorlog emigreerde Zentai naar Australië in 1950, nadat hij in de door de geallieerden bezette zones in Duitsland had gewoond. Hij woonde jarenlang in Perth, in Australië.
Het Simon Wiesenthal Centrum plaatste Zentai op de lijst van tien meest gezochte nazi's en op 8 juli 2005 werd hij gearresteerd door de Australische federale politie in afwachting van een uitleveringsprocedure naar Hongarije.
Uiteindelijk werden al zijn beroepen tegen de uitleveringsprocedure afgewezen en op 22 oktober 2009 gaf hij zich vrijwillig aan bij de Australische politie. Tot die tijd heeft hij steeds een beroep kunnen doen op zijn zwakke gezondheid en een uitlevering kunnen uitstellen.
Hij overleed op 96-jarige leeftijd.